# À cause des dollars
À cause des dollars est une nouvelle de Joseph Conrad publiée en 1914.

## Historique
À cause des dollars paraît en 1914 dans le Metropolitan Magazine, puis en 1915 dans le recueil de nouvelles  Within the Tides (traduit en français par En marge des marées).

## Résumé
En se promenant sur le port de Singapour avec son ami Hollis, le narrateur croise le « pauvre » Davidson, capitaine du vapeur Sissie, un homme bon mais au sourire triste. Au restaurant chinois, Hollis lui raconte comment le bon Davidson a perdu son sourire d'avant à cause d'anciens dollars retirés de la circulation...

## Éditions en anglais
- Because of the Dollars, dans le Metropolitan Magazine en septembre 1914, à New York.
- Because of the Dollars, dans le recueil de nouvelles Within the Tides, chez l'éditeur Dent à Londres, en février 1915.

## Traduction en français
- À cause des dollars (trad. Philippe Jaudel), dans Conrad (dir. Sylvère Monod), Œuvres  – IV, Gallimard, Bibliothèque de la Pléiade (1989)